# Bệnh cấp tính
Trong y học, việc mô tả một căn bệnh là cấp tính biểu thị rằng nó có thời gian ngắn và, như một hệ quả là nó vừa khởi phát gần đây. Việc định lượng thời gian cấu thành "ngắn" và "gần đây" thay đổi theo bệnh và theo ngữ cảnh, nhưng ký hiệu cốt lõi của "cấp tính" luôn trái ngược về mặt chất lượng với " bệnh mãn tính ", biểu thị bệnh kéo dài (ví dụ, trong bệnh bạch cầu cấp tính và bệnh bạch cầu mãn tính). Ngoài ra, "cấp tính" cũng thường bao hàm hai ý nghĩa khác: khởi phát đột ngột và mức độ nghiêm trọng, chẳng hạn như trong nhồi máu cơ tim cấp tính (AMI), trong đó đột ngột và nghiêm trọng là cả hai khía cạnh của ý nghĩa. Cấp tính thường bao hàm rằng tình trạng này là tối cấp bách (như trong ví dụ AMI), nhưng không phải lúc nào (như trong viêm mũi cấp tính, thường là đồng nghĩa với cảm lạnh thông thường). Một điều mà nhồi máu cơ tim cấp tính và viêm mũi cấp tính có điểm chung là chúng không mãn tính. Chúng có thể xảy ra một lần nữa (như trong viêm phổi tái phát, nghĩa là nhiều đợt viêm phổi cấp tính), nhưng chúng không phải là trường hợp tương tự diễn ra trong nhiều tháng hoặc nhiều năm (không giống như bệnh phổi tắc nghẽn mạn tính).
Một cảm giác không đếm được của "bệnh cấp tính" đề cập đến giai đoạn cấp tính, nghĩa là, một giai đoạn ngắn, của bất kỳ thực thể bệnh nào. Ví dụ, trong một bài viết về viêm loét ruột ở gia cầm, tác giả nói, "trong bệnh cấp tính có thể tăng tỷ lệ tử vong mà không có bất kỳ dấu hiệu rõ ràng nào", đề cập đến dạng cấp tính hoặc giai đoạn của viêm ruột loét.

## Các biến thể của y nghĩa
Không phải tất cả các bệnh cấp tính hoặc chấn thương đều nghiêm trọng, và ngược lại. Ví dụ, một ngón chân bị đau nhẹ là một chấn thương cấp tính. Tương tự, nhiều bệnh nhiễm trùng đường hô hấp trên cấp tính và các trường hợp viêm dạ dày ruột cấp tính ở người lớn là nhẹ và thường sẽ hết trong vài ngày hoặc vài tuần.
Thuật ngữ "cấp tính" cũng được bao gồm trong định nghĩa của một số bệnh, như hội chứng hô hấp cấp tính nặng, bệnh bạch cầu cấp tính, nhồi máu cơ tim cấp tính và viêm gan cấp tính. Điều này thường để phân biệt các bệnh với các dạng mãn tính của chúng, chẳng hạn như bệnh bạch cầu mãn tính, hoặc để làm nổi bật sự khởi phát đột ngột của bệnh, chẳng hạn như nhồi máu cơ tim cấp tính.